# Centro de Entrenamiento Naval de San Diego
El Centro de Entrenamiento Naval de San Diego (Naval Training Center San Diego o NTC San Diego, por sus siglas en inglés)  es una instalación militar ubicada en San Diego, California. El Centro de Entrenamiento Naval se encuentra inscrito como un Distrito Histórico en el Registro Nacional de Lugares Históricos desde el 05 de julio de 2001. El Centro de Obras Pública Navales fue el encargado del diseño del Centro de Entrenamiento Naval.

## Ubicación
El Centro de Entrenamiento Naval se encuentra dentro del condado de San Diego en las coordenadas 32°44′08″N 117°12′44″O / 32.735556, -117.212222.